# Кумзарі
Кумзарі (перс. کمزاری) — іранська мова, на якій говорять кумзарі, в селі Кумзар на узбережжі Мусандаму, на півночі Оману. Це єдина іранська мова на Аравійському півострові. Кумзарі також живуть у містах Хасаб та Дібах, а також у різних селах та на островах Ларак. Кумзарі є нащадками рибалок, які населяли узбережжя Перської та Оманської заток.
Мова сходить до раннього фарсі та тісно пов'язана з мінаб, діалектом у південному Белуджистані. Велика частина словника, граматичної та синтаксичної структури мови є іранська, хоча є багато арабських слів, існуючих у повсякденній мові. Незважаючи на те, що на ньому говорять рибалки Перської затоки, його фонологія має близьку схожість з фарсі. Діалекти провінції Фарс взаємно зрозумілі носіям Лурі.
Число мовців оцінюється у менш ніж 10 000 осіб. Молодь, зазвичай, вивчає арабську мова, а не свою рідну. Мова неписемна.